# Phòng tuyến Gothic
Phòng tuyến Gothic (tiếng Đức: Gotenstellung; tiếng Ý: Linea Gotica) là một tuyến phòng thủ của Đức Quốc xã trong Chiến dịch Ý trong Chiến tranh thế giới thứ hai. Nó tạo thành tuyến phòng thủ chính cuối cùng của Thống chế Albert Kesselring dọc các đỉnh của phần phía Bắc của dãy Alpennine trong suốt cuộc chiến đấu rút lui của các lực lượng Đức ở Italia chống lại lực lượng Đồng Minh ở Ý, được chỉ huy bởi Tướng Harold Alexander.